# 北条泰家
北条 泰家（ほうじょう やすいえ）は鎌倉時代末期から南北朝時代にかけての北条氏の一族。鎌倉幕府の第9代執権・北条貞時の四男。14代執権・北条高時の同母弟に当たる。

## 生涯
はじめ、相模四郎時利と号した。正中3年（1326年）、兄の高時が病によって執権職を退いたとき、母大方殿（覚海円成）と外戚の安達氏一族は泰家を後継者として推すが、内管領長崎高資の反対にあって実現しなかった。結果、高資の推挙で金沢流の金沢貞顕が15代執権となるが、泰家はこれを恥辱として出家、多くの人々が泰家と同調して出家した。憤った泰家が貞顕を殺そうとしているという風聞が流れ、貞顕は出家してわずか10日で執権職を辞任。後任は北条守時となり、これが最後の北条氏執権となった（嘉暦の騒動）。
正慶2年/元弘3年（1333年）、幕府に反旗を翻した新田義貞が軍勢を率いて鎌倉に侵攻してきたとき、幕府軍15万を率いて、北条氏庶流で副将の桜田貞国とともに分倍河原にてこれを迎撃、一時は勝利を収めたが、その勝利に油断して新田軍に大敗を喫し、家臣の横溝八郎などの奮戦により鎌倉に生還。幕府滅亡時には兄の高時と行動を共にせず、兄の遺児である北条時行を逃がした後、自身も陸奥国へと落ち延びている。陸奥国の糠部郡には北条氏の所領があったためである。この際、案内者の南部太郎と伊達六郎は、人夫に姿を変え、泰家を粗末な輿に寝かせ、負傷した新田の兵が本国の上野国へ帰る様を装い北方へ逃げた。
その後、京都に上洛して旧知の仲にあった西園寺公宗の屋敷に潜伏し、建武2年（1335年）6月に公宗と共に後醍醐天皇暗殺を企むも、事前に計画が露見して公宗は殺害された。ただし、泰家は追手の追跡から逃れて各地の北条氏残党に蜂起を促し、これに呼応した信濃の北条時行・諏訪頼重が挙兵して鎌倉将軍府を陥落させた（中先代の乱）。
『市河家文書』によれば建武3年2月、南朝に呼応した北条氏である「丹波右近大夫」や地元の凶徒の「深志介知光」とともに信濃国麻績御厨で挙兵し、北朝方の守護小笠原貞宗、村上信貞らと交戦したとされる。また、相馬岡田文書に「二・三月、前代一族蜂起の時」とあることから、この2月の挙兵を、同年3月に起きた鎌倉の「浜面」（由比ヶ浜）での「先代合戦」と一連のものとする見解があり、この見解によれば北条泰家は再度の鎌倉入りを果たしたことになる。
その後の消息は不明。一説には建武2年末に野盗によって殺害されたとも言われているが、『太平記』においても建武2年の記述を最後に登場することが無いので、恐らくはこの前後に死去したものと思われる。

## 関連作品
小説
- 田中弘孝『北条泰家 鎌倉幕府の再興』（文藝春秋社、2012年）

テレビドラマ
- 太平記（1991年、NHK大河ドラマ　演：緑川誠）

漫画
- 逃げ上手の若君（2021年〜、集英社、週刊少年ジャンプ連載、作者：松井優征）